# 小野リエ
小野 リエ（おの リエ、1965年4月1日 - ）は、日本の元ファッションモデル、元グラビアアイドル、元実業家。

## 来歴
東京都北区出身。
武蔵野高校卒業。高校卒業後、スチュワーデス（客室乗務員）を目指して専門学校に進学し通っていたが、その専門学校生時代に東京・原宿でスカウトされ、モデルとしてデビュー。

## 人物
- 2歳上の兄がいる[1]。
- 1994年に結婚し一児の母となる。2003年より「RIE*RIE」という自らのブランドのプロデュースを行い、2005年9月には自由が丘に「ブランブリエ」という直営店を出店[4]。以後テレビの通販番組などを通じて業容を拡大したが、経営不振に伴い2013年に店舗を閉鎖、2014年3月5日には店舗の運営母体である「株式会社ブランブリエ」が破産開始決定を受けた[4]。なお、それ以降の当人の消息については不明[5]。
- 趣味は書道、そろばん。特技はバレエ、琴、ピアノ。6歳からやっていた琴では師範の免状を持つ[2]。
- 高校生時代は器械体操と水泳をやっていた[3]。

## 出演

### テレビドラマ
太字は主演、もしくはメインキャラクター。
- 月曜ドラマランド 有閑倶楽部（1986年11月10日、フジテレビ） - 黄桜可憐役
- 瑠璃彩夢物語 (1987年4月7日 - 9月29日、日本テレビ)

### テレビ番組
- 11PM（日本テレビ） - カバーガール
- PEEK A BOO（テレビ朝日） - MC
- ソロモン流（2007年8月19日、テレビ東京） - 「ブランブリエ」経営者として取材を受ける

### CM
- オッペン化粧品
- 日本石油
- 全日空「ハネムーンキャンペーン」
- 東京ガス（1984年）[6]
- コカ・コーラ
- リプトン「ミルクティー」
- 三越「Tifferny」
- 丸井メガネ
- ヤナセ「キャデラック」

### 広告
- 近畿日本ツーリスト「沖縄キャンペーン」（1985年）

### 雑誌
- デラべっぴん No.2 (1986年1月号)表紙（英知出版）
- mc Sister（婦人画報社）
- JJ（光文社）

### 写真集・書籍
- 大人になった少女たち なぜか気になる10 Gals（1985年、ワニブックス、撮影：野村誠一） - オムニバス
- もっと夏をあげるね '85 CM Gals catalogue（1985年、フジテレビ出版） - オムニバス
- GALS MATE 85（1985年、集英社） - オムニバス
- ベッピン増刊 水着美人100% GALS MARKET SPECIAL（1985年、英知出版） - オムニバス
- 自由が丘オフィシャルガイドブック 2006-2007（2005年、自由が丘商店街振興組合 / 昭文社）

### ビデオ
- ギャルズ・イン・トロピカル・アイランドII（1985年1月15日、英知出版）
- グラビア・ビデオ Beppin 創刊号（宇宙企画） - オムニバス
- '85 CMギャルカタログ（1985年、ポニー） - オムニバス
- 日本のトップモデル（後編） - オムニバス